# Pijlerkapel Kamstraat 35

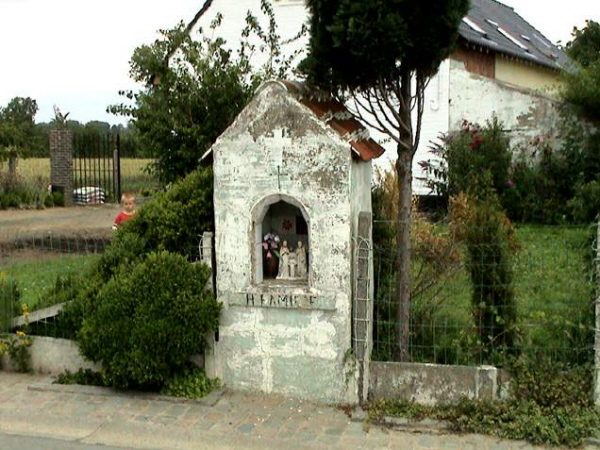
Pijlerkapel, Kamstraat 35. Foto: Anne-Mie Havermans

Deze pijlerkapel, opgetrokken uit baksteen is gelegen in de Kamstraat 35 te Herfelingen, een deelgemeente van Pajottegem.

De kapel ligt op de route van de Heilige Drievuldigheidsprocessie, ook wel de paardenprocessie van Kester genoemd.